# Albin Kurti

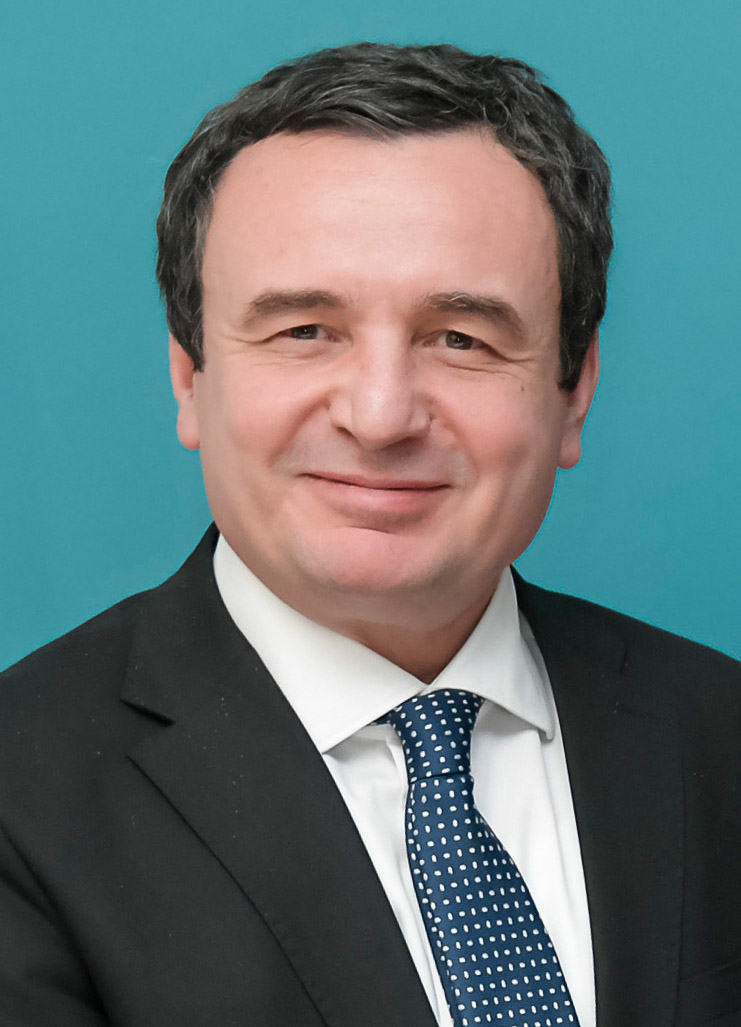
Albin Kurti (2023)

Signatur von Albin Kurti

Albin Kurti (* 24. März 1975 in Pristina, SFR Jugoslawien, heute Kosovo) ist ein kosovarisch-albanischer Politiker (LVV) und seit dem 22. März 2021 Premierminister des Kosovo.
Bei der Parlamentswahl am 6. Oktober 2019 war Kurti landesweit der Kandidat mit den meisten Stimmen (183.868). Bei den wiederholten Parlamentswahlen 2021 bekam die LVV 50,3 % der Stimmen und verpasste nur knapp die absolute Mehrheit im Parlament. Bei der anstehenden Parlamentswahl 2025 ist Albin Kurti erneut Spitzenkandidat der LVV. Nach aktuellen Umfragen kommt die Partei auf etwa 40 % der Stimmen und wäre damit erstmals auf einen Koalitionspartner angewiesen.
Kurti gehört zu den populärsten Persönlichkeiten in der kosovarischen Politik. In den 1990er Jahren war er Studentenführer, später Polithäftling. Bis 2010 war er politischer Aktivist und führte die LVV als Bewegung an. Seit die LVV 2010 zu einer Partei umgeformt wurde, ist er deren wichtigstes Aushängeschild.

## Leben

### Herkunft und Ausbildung
Albin Kurti wurde als Sohn von Zaim Kurti und Arife Kurti (geborene Tahiri) im damals jugoslawischen Pristina geboren. In seiner Geburtsstadt besuchte er von 1981 bis 1989 die obligatorische achtjährige Grundschule und danach zwischen 1989 und 1993 eine weiterführende Schule.
Da die (kosovo-)albanischen Professoren und Studenten der Universität Prishtina von 1991 bis 1996 den Lehrbetrieb in privaten Räumen verfolgten (siehe auch Abschnitt „Geschichte“ der Universität Prishtina), musste auch Albin Kurti ab 1993 das Fach Elektrotechnik auf diese Weise studieren.

### Organisator der Studentenproteste 1997–1999
Später wurde er Leiter der Unabhängigen Studentenunion der Universität Prishtina (SIUUP) und einer der Organisatoren des studentischen Widerstandes gegen die serbische Besetzung des Kosovo. 1997 schloss er sich der Guerillatruppe UÇK an; von 1997 bis 1999 organisierte er Studentenproteste in Pristina und anderen größeren Städten des Kosovo. Dabei wurde er 1997 zum Vizepräsidenten der Studentenbewegung und zum Hauptorganisator der gewaltlosen Studentenproteste von 1997 und 1998 gewählt. Als Adem Demaçi der politische Vertreter der Befreiungsarmee des Kosovo (UÇK) wurde, arbeitete Kurti in dessen Büro.
Während dieser Zeit sammelte er als einer der international bekannteren Mitglieder des kosovarischen Widerstandes gegen Serbien politische Auslandserfahrung in Washington, New York, Brüssel, Kopenhagen und beim Europäischen Parlament in Straßburg; Kurti traf sich mit hochrangigen Vertretern Westeuropas und der Vereinigten Staaten wie Robin Cook, Klaus Kinkel, Hubert Védrine und Bill Clintons Sondergesandten für den Balkan, Robert Gelbard.
Im März 1999 stellte Kurti alle Aktivitäten ein. Im April 1999 wurde er während des Kosovokrieges von der serbischen Polizei in Pristina verhaftet. Ein serbisches Bezirksgericht in Niš verurteilte ihn im März 2000 wegen „Mitgliedschaft in einer terroristischen Vereinigung“ zu 15 Jahren Haft wegen Bedrohung der nationalen Integrität der Bundesrepublik Jugoslawien und Gründung einer Vereinigung mit feindlicher Tätigkeit im Zusammenhang mit Terrorismus.

### Bildung von Vetëvendosje!: von der Bürgerrechtsbewegung zur Partei
Nach dem Machtwechsel in Serbien im September 2000 wurde Kurti von der neuen Regierung Serbiens am 7. Dezember 2001 auf internationalen Druck hin freigelassen. Mit einer Demonstration des Kosovo Action Network, der Vorläuferorganisation von Lëvizja Vetëvendosje!, am 10. Juni 2004 gegen die UN-Resolution 1244, die den Aufenthalt der UN-Mission im Kosovo begründet, begann Kurtis Karriere als Widerständler gegen die internationale Präsenz im Kosovo.
Am 12. Juni 2010 wurde Kurti in Pristina wegen Vergehen bei einer Demonstration am 10. Februar 2007 verhaftet, kurz zuvor hatte er die Teilnahme seiner Bewegung Lëvizja Vetëvendosje! an den nächsten Parlamentswahlen angekündigt. Am 14. Juni 2010 begann der Prozess gegen Kurti in Pristina.
Ende Februar 2015 trat Visar Ymeri als einziger Kandidat zur Wahl des Parteivorsitzenden an. Er wurde mit über 96 % gewählt und trat damit die Nachfolge von Albin Kurti an. Albin Kurti kandidierte 2018 erneut um den Parteivorsitz, den er konkurrenzlos mit 99 % der abgegebenen Stimmen für sich entscheiden konnte.

### Ministerpräsident des Kosovo (Februar bis März 2020)

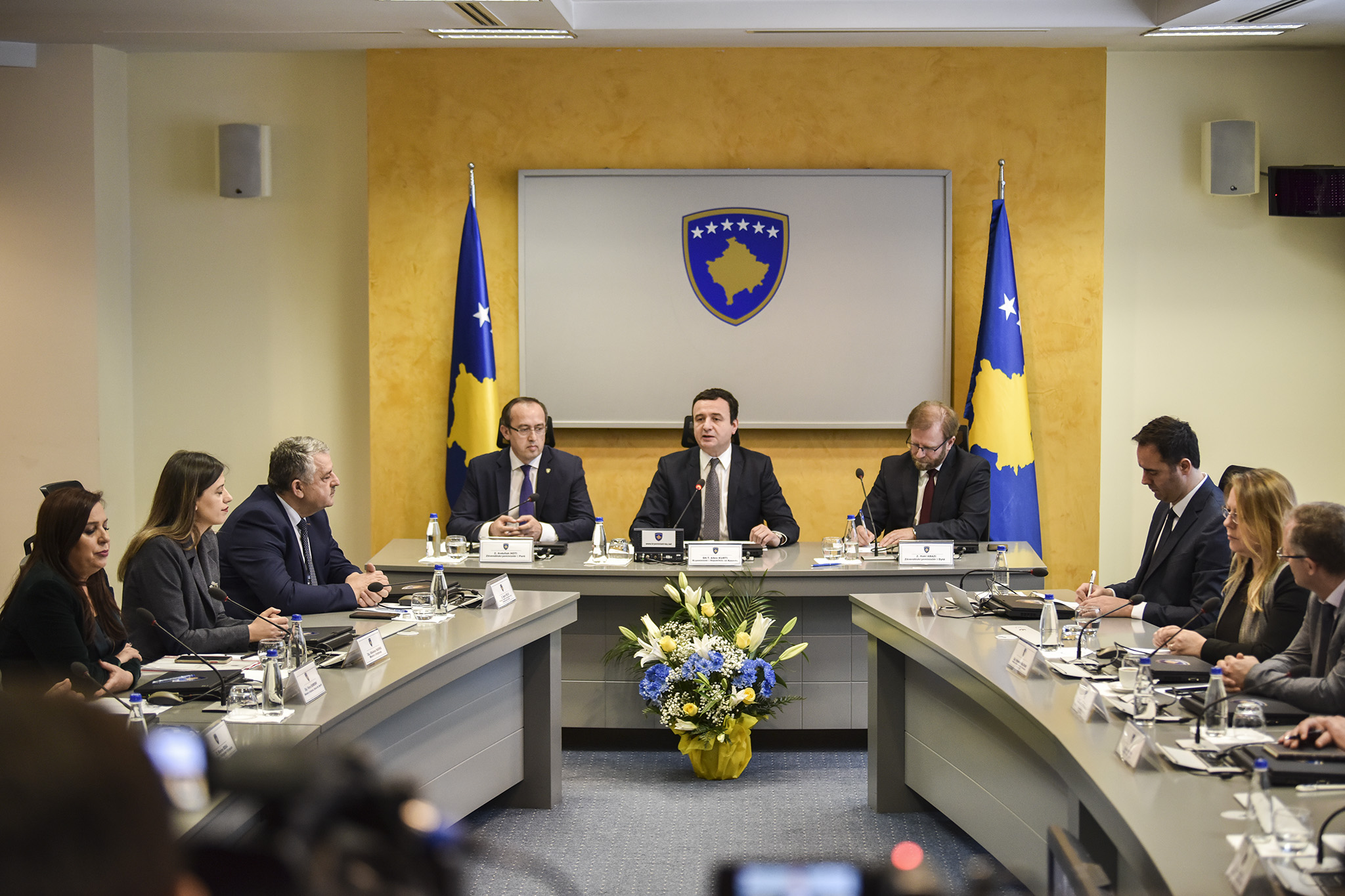
Erste Sitzung des neuen Kabinetts Kurti

Er trat bei den vorgezogenen Parlamentswahlen am 6. Oktober 2019 als Spitzenkandidat für die Lëvizja Vetëvendosje! an. Seine Partei erhielt 26,15 % der Stimmen und wurde somit erstmals stärkste politische Kraft im Land. Am 3. Februar 2020 wurde er von 66 der 120 Abgeordneten im Parlament zum neuen Premierminister gewählt. Die Vetëvendosje, die LDK und zwei serbische Parteien (mit direkten Verbindungen zum serbischen Ministerpräsidenten Aleksandar Vučić) gingen nach vier Monaten Verhandlungen eine Regierungskoalition ein.
Im Februar 2020 präsentierte Kurti einen Sieben-Punkte-Plan mit einer neuen Politik der „Reziprozität“ gegenüber Serbien. Darin kamen frühere US-amerikanische Forderungen nicht vor. Die Europäische Union unterstützte den Plan, während Richard Grenell, der US-Sondergesandte für die Friedensverhandlungen zwischen dem Kosovo und Serbien, scharfe Kritik äußerte.
Am 25. März 2020 zerbrach Kurtis Regierung an einem Streit mit dem Koalitionspartner LDK über die richtige Strategie gegen die COVID-19-Pandemie. Kurti hatte am 18. März Innenminister Agim Veliu (LDK) entlassen, der gefordert hatte, den Notstand auszurufen. Veliu habe dadurch die Erhöhung der Polizeikapazitäten erreichen wollen, doch dies sei nicht nötig gewesen, da die Polizei keine erhöhten Aktivitäten verzeichnete, erklärte Kurti. In einem Misstrauensvotum stimmten 82 der 120 Abgeordneten gegen die Regierung. Die neue Regierung wurde anschließend ohne Beteiligung der Lëvizja Vetëvendosje! gebildet. Nachfolger Kurtis im Amt des Ministerpräsidenten wurde schließlich Avdullah Hoti (LDK).

### Erneut Ministerpräsident des Kosovo (seit März 2021)
Nachdem das Verfassungsgericht die Wahl Hotis zum Premier nachträglich für ungültig erklärt hatte, kam es zu vorgezogenen Neuwahlen. Aus diesen ging die Lëvizja Vetëvendosje! mit über 50 % der Stimmen und 58 von 120 Parlamentsmandaten als klarer Sieger hervor. Das Parlament wählte Kurti am 22. März 2021 erneut zum Premierministers des Kosovo.

### Familie
Kurti ist mit einer norwegischen Politikwissenschaftlerin verheiratet. Das Paar hat ein Kind.

## Ideologie sowie politische Positionen und Forderungen
Albin Kurti ordnet seine politische Partei in der „linken Mitte“ ein und bezeichnet sie als „progressiv“. Er fordert „Augenhöhe“ bei den Verhandlungen zwischen dem Kosovo und Serbien und „Reziprozität“ in den zwischenstaatlichen Beziehungen. Kurti zeigt sich offen für den Dialog mit Serbien mit der Bedingung der „vollen Gegenseitigkeit in Handel, Politik und Wirtschaft“. Schon seit den Anfängen seiner Partei setzt sich Kurti dafür ein, „die Monopole der Oligarchie im Kosovo aufzubrechen“. Damit meint er insbesondere das ehemalige Staatsoberhaupt Hashim Thaçi (vormals Parteivorsitzender der PDK) und Ramush Haradinaj (AAK), die beide den Kosovo „gekapert“ hätten. Auch „die Staatsanwaltschaft, die Polizei, überhaupt die gesamte Justiz, die Geheimdienste sowie einige Unternehmer“ seien in diese „Kaperung des Staates“ verwickelt.
Die Süddeutsche Zeitung bezeichnete die Partei Vetevendosje nach mehreren schweren Ausschreitungen im Parlament Kosovos im Jahre 2015, bei denen Abgeordnete der Partei Tränengas einsetzten, als „nationalistisch“.
Die Neue Zürcher Zeitung bezeichnete ihn durch seine Kritik an den ausländischen Missionen im Kosovo als „Antikolonialisten“ und wegen seiner sozialdemokratischen bis sozialistischen Forderungen (inspiriert durch die Lektüre von Antonio Gramscis und Frantz Fanons Werken) und weil er ein Referendum im Kosovo über die Vereinigung mit Albanien unterstützt als „Linksnationalisten“.